# 貝尤凱恩 (路易斯安那州)
貝尤凱恩（英語：Bayou Cane）是位於美國路易斯安那州泰勒博恩堂區的一個普查規定居民點。

## 人口
根據2020年美國人口普查的數據，貝尤凱恩的面積為19.72平方千米，當中陸地面積為19.72平方千米，而水域面積為0.00平方千米。當地共有人口19770人，而人口密度為每平方千米1,002.54人。